# Szamostatárfalva
Szamostatárfalva es un pueblo ubicado en el distrito de Csenger, en el condado de Szabolcs-Szatmár-Bereg, Hungría.

## Superficie
Posee una superficie de 4,50 kilómetros cuadrados.

## Demografía
Hasta 2019 la población era de 306 habitantes, con una densidad de población de 68,00 habitantes por kilómetro cuadrado.